# Amphithemis (geslacht)
Amphithemis is een geslacht van libellen (Odonata) uit de familie van de korenbouten (Libellulidae).

## Soorten
Amphithemis omvat 3 soorten:
- Amphithemis curvistyla Selys, 1891
- Amphithemis kerri Fraser, 1933
- Amphithemis vacillans Selys, 1891